# Laurent Henric
Pour les articles homonymes, voir Henric.
Laurent Henric est un footballeur international et entraîneur français né le 2 octobre 1905 à Argelès-sur-Mer (Pyrénées-Orientales) et mort le 3 mars 1992 aux Angles (Gard).
Gardien de but, il a d'abord joué au FC Sète. Il a été international à quatre reprises en 1928 et en 1929. Puis, il a rejoint la première équipe professionnelle de l'AS Saint-Étienne en 1933.
Plus tard, il a entraîné l'équipe fédérale de Marseille-Provence en 1943-1944 ainsi que le GSC Marseille de 1949-1950.

## Palmarès
- Finaliste de la Coupe de France en 1924 et en 1929 avec le FC Sète
- Champion de France de D1 (Groupe B) en 1933 avec l'Olympique d'Antibes